# Angela Bambace
Angela Bambace (Santos, 14 febbraio 1898 – Baltimora, 3 aprile 1975) è stata una sindacalista italiana naturalizzata statunitense, per oltre 50 anni attiva negli Stati Uniti nell'International Ladies' Garment Workers' Union.

## Biografia
Angela Bambace nasce a Santos, da genitori italiani emigrati in Brasile. Dopo essere per breve tempo rientrata in Italia, la famiglia emigra di nuovo, questa volta negli Stati Uniti, nel 1906, quando Angela aveva otto anni.
Cresciuta nel quartiere italiano di East Harlem, New York, Angela inizia a lavorare giovanissima nel settore dell'abbigliamento, dapprima in casa e poi dal 1917 in fabbrica. Sostenitrice dei diritti delle donne, si unisce all'International Ladies' Garment Workers' Union (ILGWU), un sindacato nato nel 1900. Già nel 1919 si distingue come organizzatrice di scioperi per il miglioramento delle condizioni di lavoro. Sposatasi nello stesso anno si ritira dall'attività sindacale per alcuni anni, accudendo ai due figli. Nel 1925 riprende il lavoro divenendo presto una della attiviste di punta del sindacato, anche se questo le costa il divorzio e la perdita della custodia dei figli. Organizza lo sciopero delle lavoratrici tessili a Elizabeth (New Jersey) nel 1932 e quello di 75.000 sarte a New York nel 1933.
Nel 1936 fonda a Baltimora la prima sezione locale femminile del International Ladies' Garment Workers' Union, e nel 1942 è nominata presidente distrettuale del sindacato della zona.
Nel 1956-1971 è la prima donna a entrare come Vicepresidente nel consiglio esecutivo dell'ILGWU, fino ad allora composto esclusivamente da uomini.
Muore di cancro nel 1975, tre anni dopo essersi ritirata dall'impegno sindacale.
Le sue carte sono conservate nell'archivio dell'Immigration History Research Center della University of Minnesota.